# Karol Ende
Karol Ende (ur. 27 lutego 1881 w Bełchatowie, zm. 12 czerwca 1962 w Łodzi) – polski artysta-malarz, pejzażysta.

## Życiorys
W latach ok. 1903–1907 uczył się pod kierunkiem Stanisława Witkiewicza. W 1907 debiutował w Towarzystwie Przyjaciół Sztuk Pięknych w Krakowie, w 1908 wystawiał w Zachęcie w Warszawie. Następnie studiował na Akademii Sztuk Pięknych w Krakowie, w klasie Leona Wyczółkowskiego. Przed I wojną światową podróżował po Europie, m.in. odwiedzając Wiedeń, Monachium, Drezno, Charków i Odessę. Prowadził pracownie artystyczne w Łodzi, przy ul. Ewangelickiej 5 (od 1914), i Piotrkowskiej 145 (lata 30.XX w.). W 1925 brał udział w wystawie grupy Pro Arte w Łodzi, a w roku 1935 w wystawie w Instytucie Propagandy Sztuki w Łodzi. W 1933 w Łodzi odbyła się jego jubileuszowa wystawa indywidualna. W 1937 otworzył swoją galerię „Salon Sztuk Pięknych Karola Endego” przy ul. Nawrot 8, gdzie wystawiał i sprzedawał swoje i innych artystów obrazy oraz zajmował się ich renowacją. Przed II wojną światową był współpracownikiem „Kuriera Łódzkiego”. Był członkiem łódzkiej grupy artystycznej „Ryngraf”, Łódzkiego Okręgu ZPAP oraz Towarzystwa Artystycznego w Warszawie
Mieszkał przy ul. Piotrkowskiej 145, m. 28 w Łodzi. Został pochowany na Starym Cmentarzu w Łodzi, w części rzymskokatolickiej (kw. 14–c).

## Malarstwo
Przedmiotem malarstwa Karola Endego były m.in. motywy roślinne, m.in. kwiaty jabłoni, mimozy park im. ks. J. Poniatowskiego w Łodzi, a także krajobraz o różnych porach roku, któremu poświęcone są cykle: „Wiosna”, „Lato”, „Jesień”, „Zima”. Ponadto artysta często malował dwory i plebanie okolic Łodzi. Malował także krajobrazy górskie, jednym z malowanym przez niego motywów, który zaczerpnął od swojego nauczyciela – Leona Wyczółkowskiego – było Morskie Oko.